# Ringsee (Ingolstadt)
Ringsee ist ein Stadtteil von Ingolstadt mit 3470 Einwohnern (Stand 31. Dezember 2023).

## Geographie
Ringsee ist neben Unsernherrn, Gerolfing, Friedrichshofen, Hundszell und Haunwöhr ein weiterer Stadtteil  Ingolstadts.

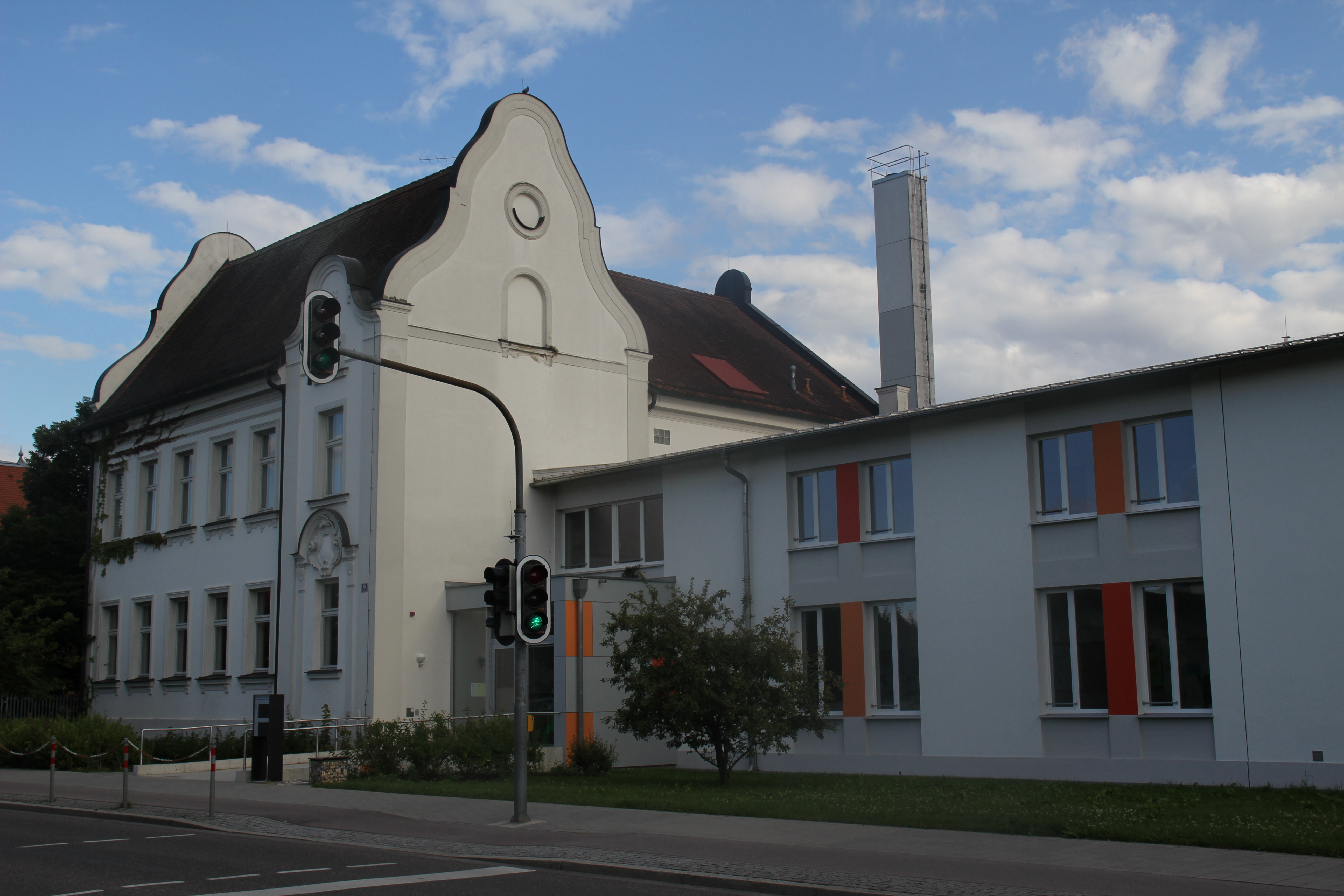
Grundschule, Alt- und Erweiterungsbau

## Geschichte
Der Flurname Ringsee ist im Salbuch des Herzogs Ludwig VII. erwähnt. Der Name leitet sich von einem großen ringförmigen See ab, den ein Mäander der Altach, ein damaliger Altarm der Donau, im sumpfigen Land bei Hochwasser bildete.
In den 1860er Jahren begann mit dem Bau der Bahnstrecke München–Treuchtlingen und des Bahnhofs Ingolstadt durch das Gebiet die Bautätigkeit in Ringsee und aus kleinen Ansiedlungen um den Bahnhof entwickelte sich die Ortschaft Ringsee, die der selbständigen Gemeinde Unsernherrn angeschlossen wurde. Um 1890 bestanden etwa zehn Gebäude unmittelbar östlich des Hauptbahnhof Ingolstadt in der heutigen Martin-Hemm-Straße sowie sechs verstreute Anwesen Am Anger. 1897 erhielt Ringsee offiziell seinen Namen. In der Zeit des Nationalsozialismus bis zum Kriegsende wuchs die Besiedlung auf ca. 100 Gebäude an.
1959 beschloss der Gemeinderat Unsernherrn einstimmig die Umgemeindung von Ringsee und weiterer Gemeindeteile in die Stadt Ingolstadt. Am 1. Januar 1962 wurde die ganze Gemeinde Unsernherrn nach Ingolstadt eingemeindet. Im Bauboom der 1960er Jahre wuchs der Ortsteil dann im Osten mit Kothau zusammen.

## Bildung
- Grundschule
- Kindergarten „Kinderkiste“
- Offene Ganztagsschule an der Grundschule

## Sehenswürdigkeiten

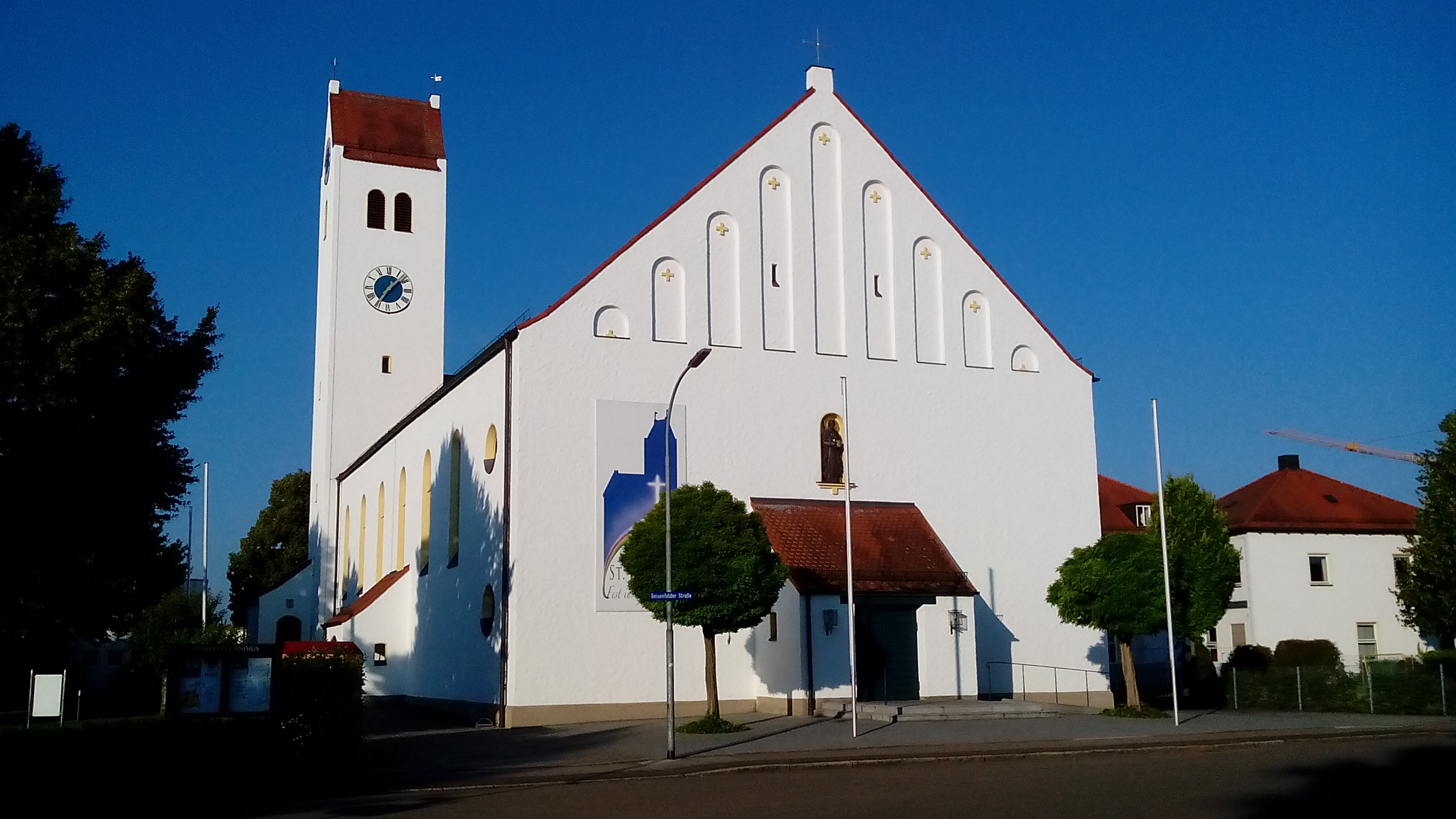
St. Canisius

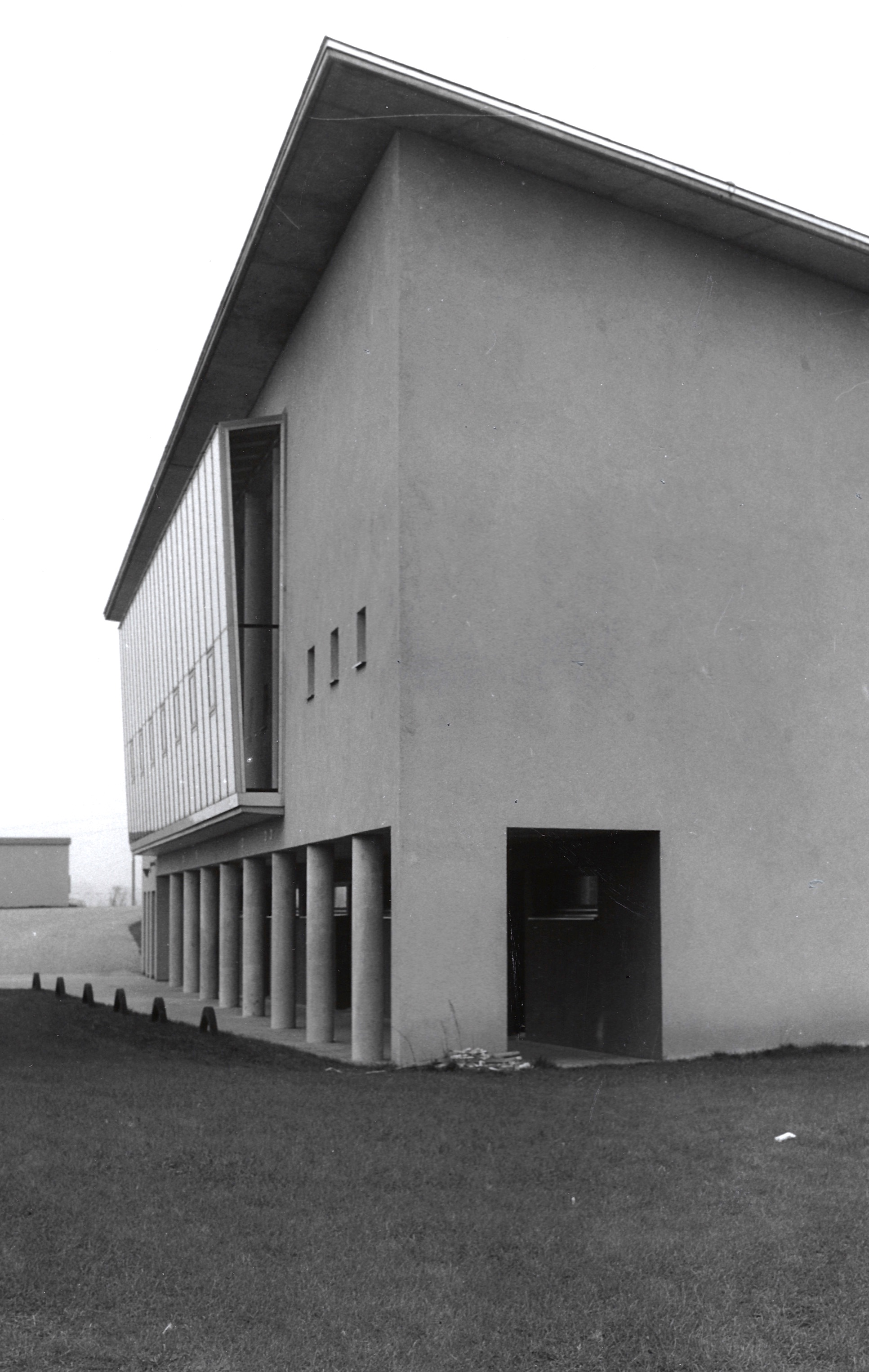
Vereinsheim FT Ringsee

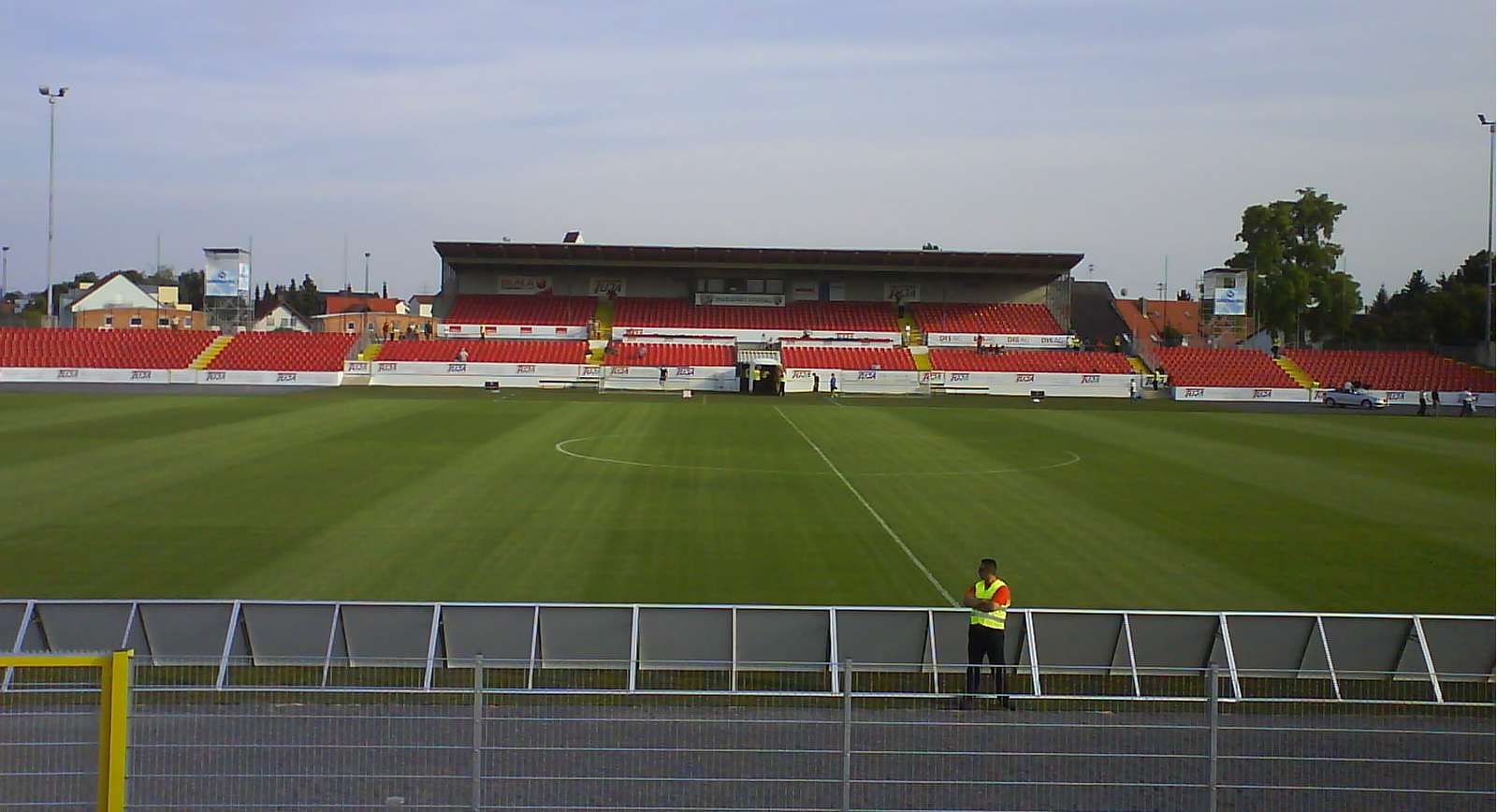
ESV-Stadion

- St. Canisius[8] (Architekt: Friedrich Ferdinand Haindl)
- Vereinsheim des FT Ringsee
- ESV-Stadion (ehemaliges Stadion des ESV Ingolstadt-Ringsee und des FC Ingolstadt 04)

## Sportvereine
- ESV Ingolstadt-Ringsee
- Freie Turnerschaft Ingolstadt-Ringsee

## Persönlichkeiten, die mit dem Stadtteil in Verbindung stehen
- Hans Krauß (1903–1981), ehemaliger Trainer des VFB Ingolstadt-Ringsee
- Karl Mai (1928–1993), ehemaliger Trainer des ESV Ingolstadt-Ringsee
- Karl-Heinz Schmal (* 1929), ehemaliger Fußballer des ESV Ingolstadt-Ringsee
- Bernd Patzke (* 1943), ehemaliger Trainer des ESV Ingolstadt-Ringsee
- Gustav Jung (1945–2000), ehemaliger Fußballer des ESV Ingolstadt-Ringsee
- Manfred Müller (* 1947), ehemaliger Fußballer des ESV Ingolstadt-Ringsee
- Helmut Schmidt (* 1949), ehemaliger Fußballer des ESV Ingolstadt-Ringsee
- Josef Stadler (* 1956), ehemaliger Fußballer des ESV Ingolstadt-Ringsee
- Moritz Hartmann (* 1986), ehemaliger Fußballer des FC Ingolstadt 04

## Filmografie
- Rundblick über Augustinviertel, Kothau und Ringsee
- FT-Ringsee A-Jugend Meisterfeier Kreisklasse 07/08
- DAV Sektion Ringsee e.V. - Kletterhalle Ingolstadt
- Bezirkspokal: Herren 1 vs. ESV Ingolstadt-Ringsee